# Celadon

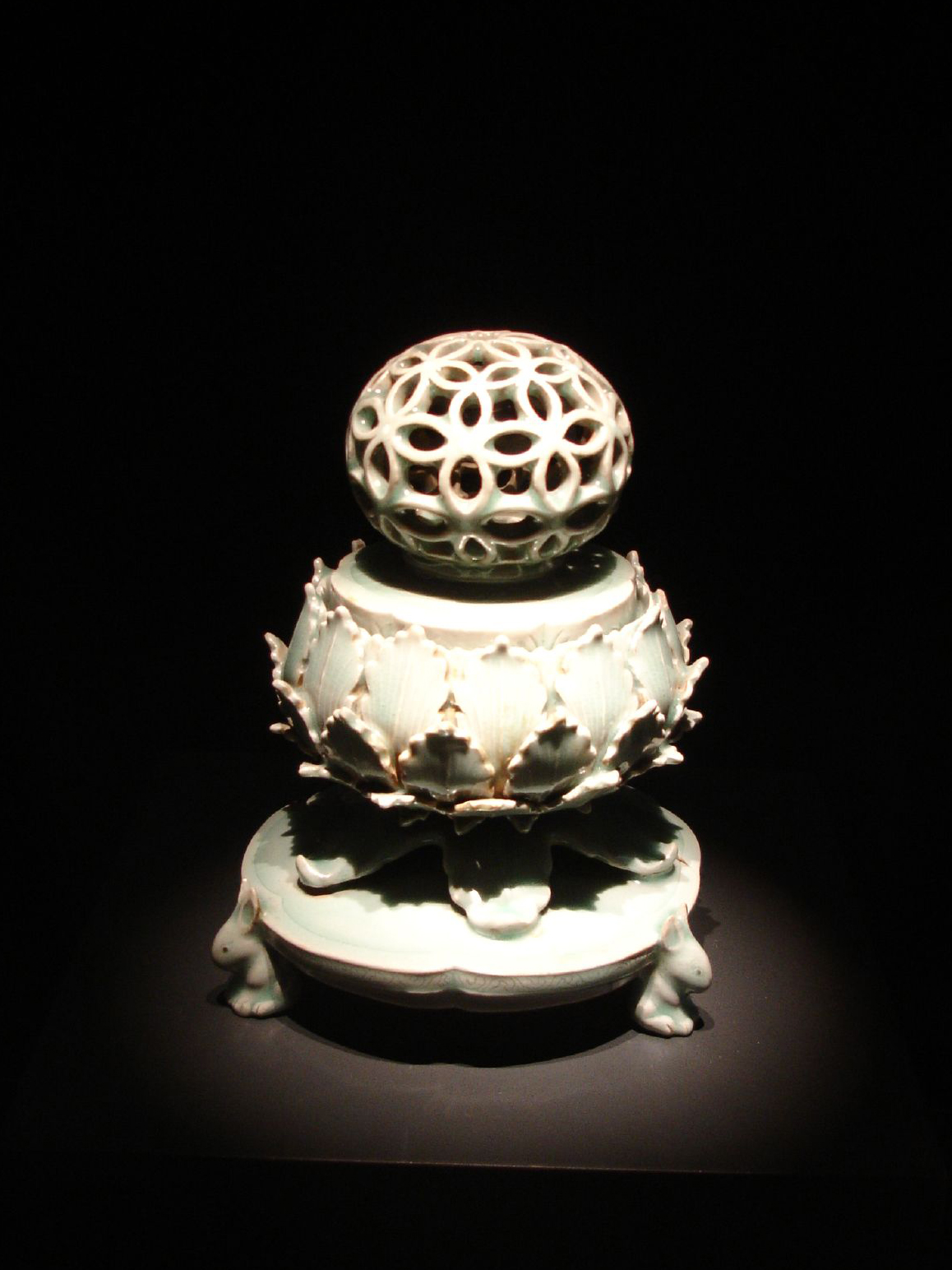
Incensiere in celadon della dinastia coreana di Goryeo (Corea del Sud, Tesoro nazionale n. 95; collezione del Museo nazionale della Corea)

Il celadon è un tipo di ceramica proprio della Cina che si è diffuso in Estremo Oriente, molto popolare nella Corea del periodo Goryeo (918-1392), caratterizzato da una vetrina – cioè un rivestimento vetroso traslucido – di colore verde o blu-grigio (cinese: 青瓷, pinyin: qingci).
Celadon primitivi si trovano in Cina, dove questo tipo di ceramica fu inventato nella regione di Yue, lungo il bacino del Fiume Azzurro.
Il celadon in Asia è particolarmente apprezzato poiché ricorda il colore della giada, pietra sacra per eccellenza. Deve il suo nome al caratteristico colore verde pallido, che in francese è detto appunto céladon e deriva a sua volta dal protagonista del romanzo L'Astrea (1607-1627) di Honoré d'Urfé, il pastore Céladon il cui costume è ornato di nastri di colore verde chiaro. Il romanzo fu pubblicato in un periodo in cui i prodotti in ceramica qingci dei laboratori cinesi di Longquan acquisivano popolarità in Francia; il colore delle ceramiche fu allora paragonato a quello delle vesti di Céladon e tale associazione prese piede nell'uso comune; il termine venne poi assorbito tal quale da varie altre lingue occidentali.

## Tecnica e decorazione
Il colore blu verde del celadon proviene da una piccola quantità di ossido di ferro inclusa nella vetrina al momento della cottura in atmosfera riducente (con una limitata quantità di ossigeno all'interno della fornace). Una cottura ossidante (con una grande quantità d'aria) dà alla vetrina un colore giallo bruno. Capita che, durante il raffreddamento, il forno si riossigeni e alcuni vasi presentino entrambi i colori.
I vasi del periodo Koryŏ utilizzavano anche l'applicazione di decori all'ingobbio neri o bianchi, depositati nelle incisioni fatte nell'argilla ancora umida e il cui eccesso viene poi asciugato. Questa tecnica dà un effetto prossimo a quello dell'intarsio.
La invetriatura rossa è ottenuta grazie all'ossido di rame, anch'essa cotta in atmosfera riducente.
Durante il periodo Chosŏn, si diffuse la invetriatura grigia alle ceneri.
I celadon sono generalmente monocromi, talvolta non decorati, ma più spesso ornati da motivi semplici e finemente messi in rilievo.
La gru, uccello simbolo di longevità e di felicità, è frequentemente rappresentata sui celadon coreani.

## Storia

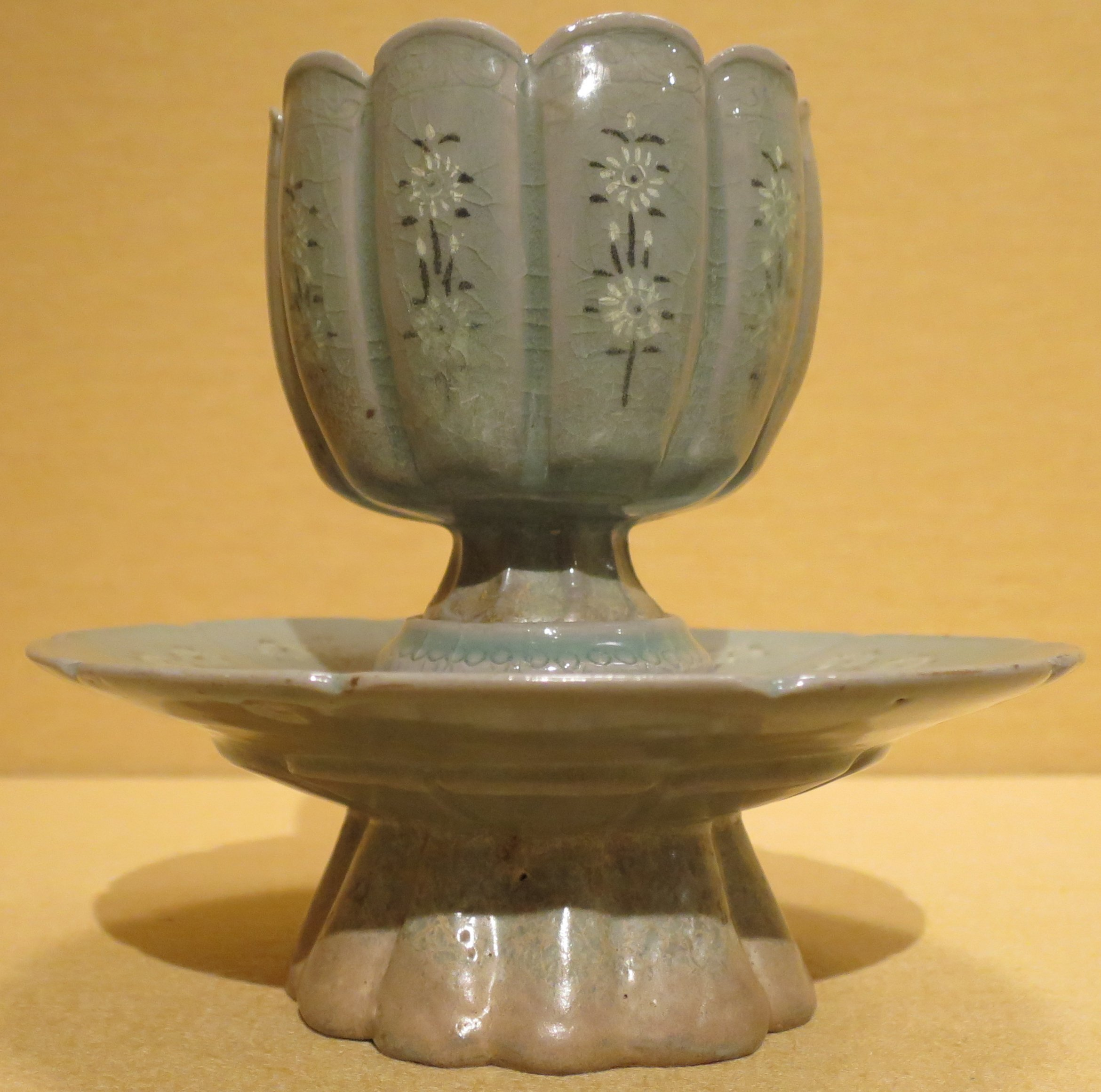
Coppa a crisantemo con base in porcellana celadon decorata, Corea, dinastia Goryeo

Il celadon fu inventato dai vasai cinesi della regione di Yue nel II secolo, ma già verso il 1250 a.C. le cotture di certi vasai cinesi potevano raggiungere i 1.200 °C, temperatura che consentiva di produrre della materia vetrosa, quando le ceneri incandescenti della legna o dei vegetali utilizzati come combustibile ricadevano sulle superfici degli oggetti lavorati al momento dell'uscita dal forno, facendo apparire un rivestimento impermeabile, traslucido e brillante. Sono queste qualità che, sfruttate metodicamente dagli ingegnosi artigiani cinesi, permisero a poco a poco di ottenere tinte variabili dal bruno al verde giallo.
A partire dall'XI secolo a.C., furono dunque fabbricate giare e vasi, la cui fattura era simile ai bronzi rituali, per accompagnare i morti nelle loro tombe. Questi gres arcaici, leggermente tinti di ocra, mostrano numerose zebrature vetrificate. Questa nuova tecnica fu affinata dagli artigiani della provincia dello Zhejiang e, secondo le epoche, il rivestimento era creato con ceneri di legna secca, o con una miscela di ceneri umide e di argilla poi sparsa attraverso un setaccio, o ancora, più tardi, una miscela di cenere e di argilla liquida fu spalmata con l'aiuto di un pennello. L'esperienza dei vasai permise loro anche di rendersi conto che i forni in lunghezza erano i più efficaci e, costruiti sul fianco di una collina, con l'aiuto di mattoni di argilla refrattari, furono chiamati "forni-drago".
Nell'VIII secolo, il rivestimento era ormai perfetto, e i vasai di Yue erano particolarmente rinomati per le loro tazze da tè, le cui tinte prodotte si accordavano con quelle della bevanda preferita dai cinesi letterati, che le paragonavano a  "nuvole verdi afferrate in un vortice di ghiaccio". Proprio grazie ai letterati, le loro produzioni penetrarono fino alla corte imperiale.
La porcellana coreana al celadon apparve nel X secolo vicino ad Inchon. A partire dall'anno 1000, grazie all'influenza della Cina e a lunghe ricerche, il celadon coreano raggiunse un alto grado di raffinatezza. Le sue tinte azzurrine lo distinguevano dal celadon cinese. Le altre produzioni vennero abbandonate e questa tecnica prevalse su tutte le altre.

### L'età d'oro del celadon

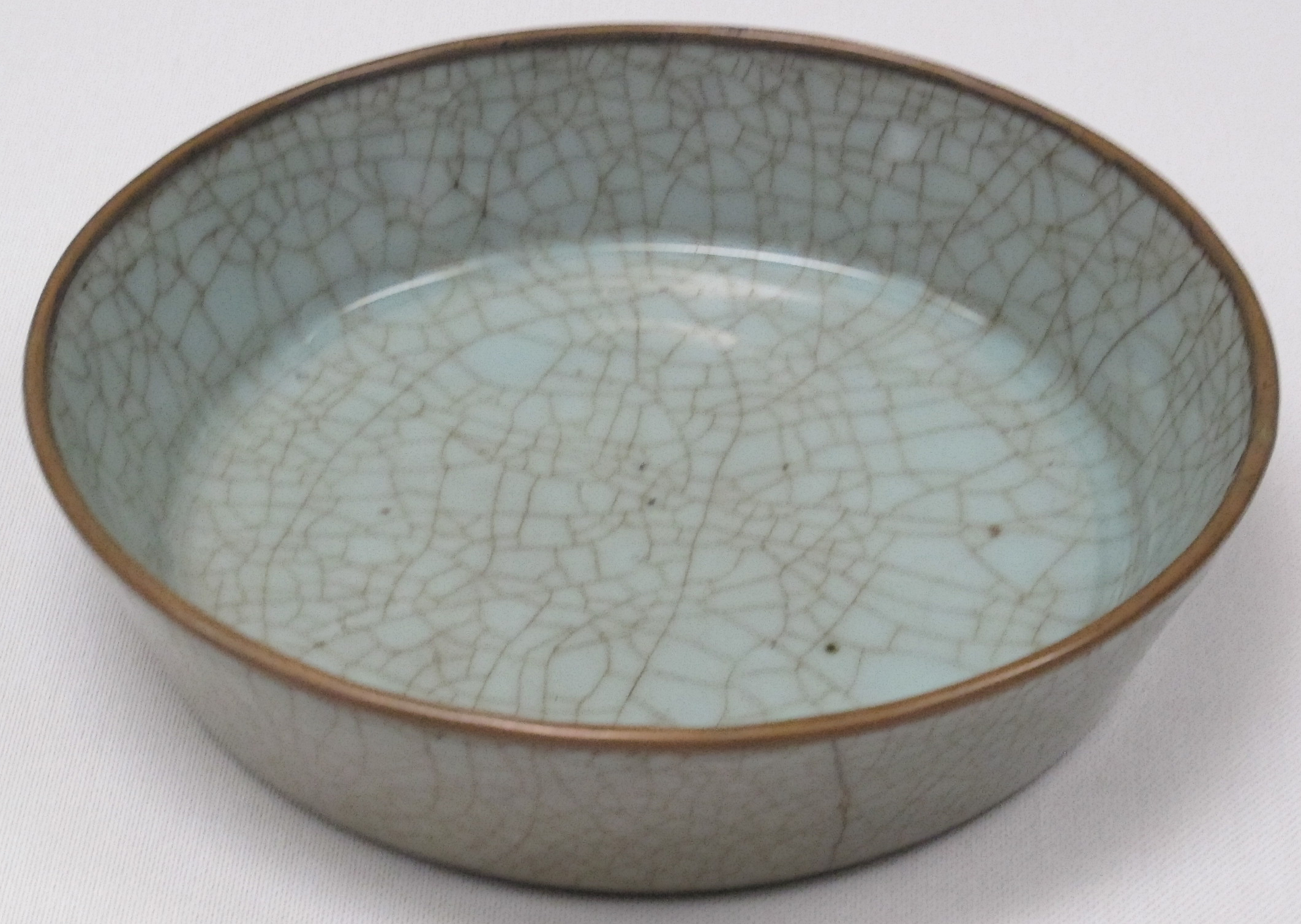
Dinastia Song del sud, bacinella, XII-XIII secolo

Attorno alla metà dell'XI secolo, la tecnica di fabbricazione era arrivata alla sua perfezione e permetteva di produrre grandi serie d'oggetti dalle forme pure, dallo smalto profondo e senza screpolature. I decori erano incisi nell'argilla, ed erano sia astratti (arabeschi), sia utilizzavano motivi floreali o animali (fenice), denotando un'influenza dei Khitani.
L'età d'oro del celadon si estese dall'XI al XIV secolo, portato in Cina dalla dinastia dei Song, poi da quella degli Yuan. I pezzi fabbricati erano sempre più destinati al solo piacere della contemplazione, andando il colore fino al verde pallido, argentato, quasi trasparente. Gli artigiani cinesi riprodussero bronzi antichi per i quali abbandonarono il colore ocra in favore di un verde morbido, polverizzato che magnificava i loro capolavori: è la famosa tinta associata alla parola celadon.
Negli anni 1150, apparve il celadon con il decoro applicato. Questa tecnica inventata in Corea permetteva di ornare i vasi di nuovi motivi realisti: nuvole, gru; i piccoli oggetti (bottiglie di profumi, scatole di unguenti) erano ornati di fiori. Il celadon veniva sempre più utilizzato, e perfino i palazzi reali si coprivano di tegole in celadon. I celadon rosso vivo furono inventati in quest'epoca, ma furono più apprezzati in Cina. Influenzando i loro confratelli cinesi, i vasai coreani raggiunsero allora un apogeo nella loro arte. Tanto e talmente bene, che le importazioni di ceramica cinese in quest'epoca cessarono completamente.
La tecnica di decorazione, sobria nel XII secolo, cominciò a declinare con le invasioni mongole (dopo il 1231). Alla fine del XIII secolo, i motivi divennero meno variati, più grossolani. A poco a poco, i ceramisti coreani dimenticarono le tecniche di fabbricazione del celadon. Dal XIV al XX secolo il celadon azzurro-verde non fu assolutamente più prodotto.
Durante il periodo Chosŏn, i vasai fabbricavano sempre celadon, ma erano assai meno così cangianti, azzurri o grigi, senza riflessi verdi azzurri, i motivi decorativi poveri o anche austeri, e talvolta semplicemente applicati con l'aiuto di un sigillo.

## Cultura
- "È verso le undici del mattino che l'azzurro dei celadon, illuminato dai raggi del sole, appare in tutta la sua bellezza" (Miura Koheiji)
- L'Ensemble Céladon è un complesso francese consacrato alla musica antica, fondato nel 1999 dalla controtenore Paulin Bündgen.